# Центральний державний історичний архів України (Київ)
Центра́льний держа́вний істори́чний архі́в Украї́ни, м. Ки́їв (ЦДІАК України) — центральна архівна установа, що забезпечує зберігання документів Національного архівного фонду, які висвітлюють історію України, одне з найдавніших архівосховищ держави.
В архіві сконцентровано документи, що висвітлюють історію України періоду її входження до складу Великого князівства Литовського та Речі Посполитої (з XIV до кінця XVIII століття), Російської Імперії (з першої половини XVII століття до Лютневої революції 1917 року в Росії). Важливе місце займають фонди установ Гетьманщини (друга половина XVII століття — остання чверть XVIII століття). Розміщувався в університету Святого Володимира.

## Історія
Веде історію від 1852 року, коли було засновано Київський центральний архів для давніх актових книг (пізніше Київський центральний архів давніх актів, КЦАДА) згідно з указом Сенату від 2 (14) квітня, про організацію центральних архівів для актових книг у Києві, Вітебську та Вільно. Всі установи, які зберігали актові книги, мали скласти на них описи і відправити у Київ. Упродовж 1852-1854 років із повітових судів, казенних палат, городових магістратів та інших установ 25-ти міст і містечок Київської, Подільської і Волинської губерній надійшли 5833 книги і понад 453 тисяч окремих документів за минулі століття до 1799 року включно. У наступні роки надходження актових книг продовжувалося.
У 1917-1920 роках архів прийняв на зберігання, зокрема, колекцію метричних книг церков Поділля XVI-XVIII ст., колекцію зібраних Київською археографічною комісією документів XIV-XVIII століть.
У 1924 р. КЦАДА передано у відання Укрцентрархіву.
Під час окупації України нацистською Німеччиною КЦАДА втратив дві третини свого фондового складу. Збереглося тільки те, що нацисти вивезли з міста напередодні вступу радянських військ у Київ.

## Фонди
В архіві зберігається 1598 фондів.

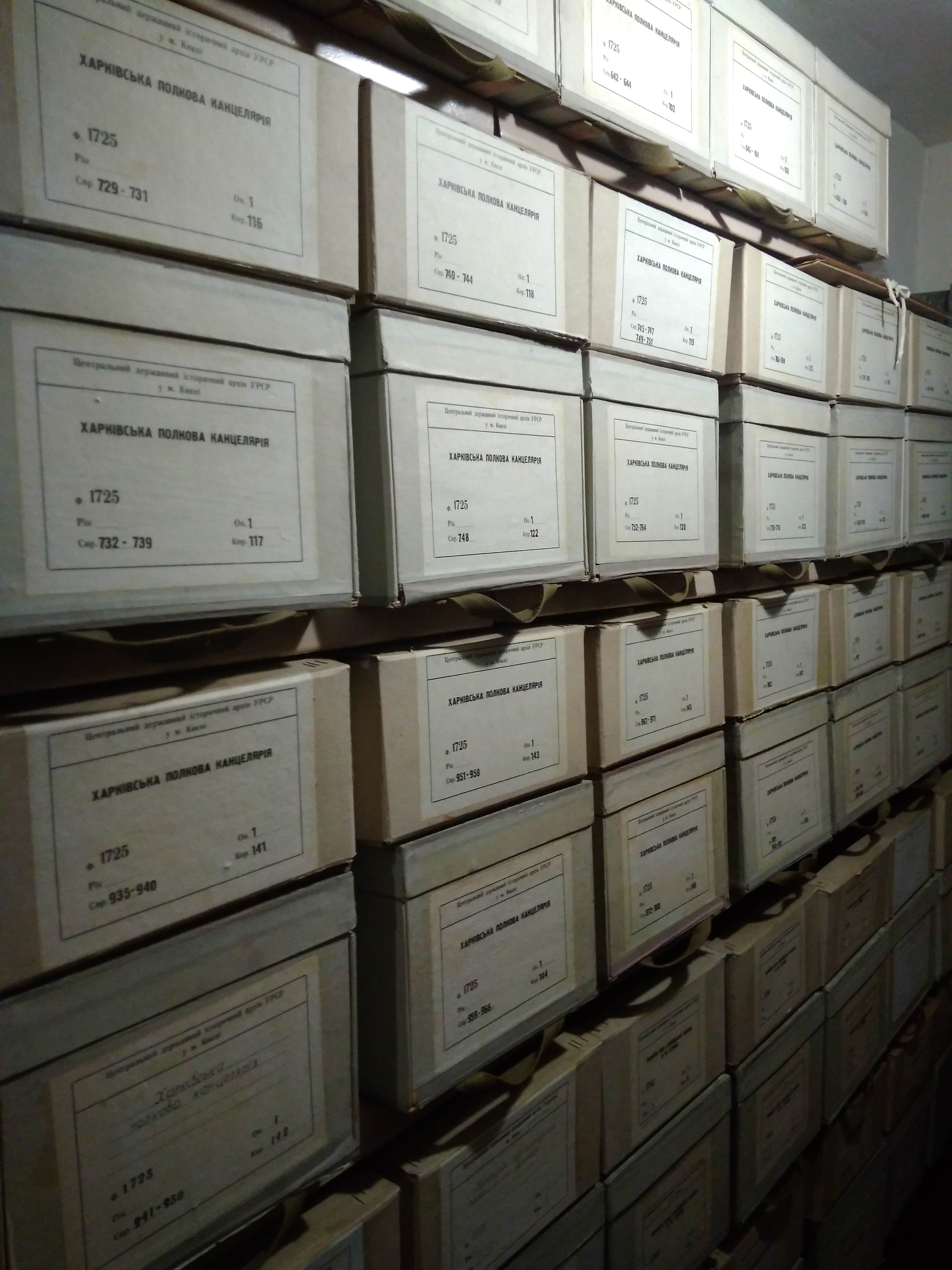
У сховищі архіву

Найдавнішою пам'яткою архіву є Євангеліє грецькою мовою на пергаменті XIII століття. Найстарішим документом є грамота руського старости Отто з Пільче 1369 р.

### Довідковий апарат
Частина описів архівних фондів представлено онлайн. Зміст фондів також розкривають Зведений каталог метричних книг, сповідних розписів і клірових відомостей.

### Робота з оцифрування
З 1993 р. по 2011 р. американською організацією FamilySearch (колишня Генеалогічна спілка штату Юта) проводилась робота з мікрофільмування фондів, що мають пряме відношення до дослідження власного родоводу. Зокрема, фондів 127 «Київська духовна консисторія», 224 «Метричні книги, клірові відомості, сповідні розписи церков України» та ін. Але в 2011 р. контракт було розірвано через позицію Державної архівної служби[джерело?]. Станом на 2017 р. всі мікрофільми були відскановані на спеціальному обладнанні в лабораторії FamilySearch в штаті Юта[джерело?]. З травня 2018 р. всі ці копії документів доступні безкоштовно на сайті організації.

### Доступ для користування
Доступ та правила користування регулюються Порядком користування документами Національного архівного фонду України, що належать державі, територіальним громадам.

## Критика
У попередні роки ЦДІАК критикували дослідники через цілу низку системних порушень законів, фундаментальних прав користувачів.
2018 року дослідник Олександр Краковський подав до суду позов до архіву через відмову надати платну послугу копіювання біля 100 аркушів архівних документів 1767 року. Архів вимагав в замовленні зазначити всі прізвища, що містяться в документах. Рішенням Окружного адміністративного суду м. Києва від 03.06.2019 по справі № 760/20628/18 позов задоволено повністю. Дії працівників Центрального державного історичного архіву України в м. Київ визнано протиправними.

## Документи архіву он-лайн
Станом на 06.07.2021 року на сайті архіву опубліковано 1697 справ, описи більше ніж 50 фондів, фондові та міжфондові покажчики окремих фондів, зведені каталоги метричних книг, клірових відомостей та сповідних розписів.
- E-archive. Документи он-лайн [Архівовано 18 квітня 2021 у Wayback Machine.]
- E-directory. Довідники он-лайн [Архівовано 20 квітня 2021 у Wayback Machine.]

## Відомі працівники
- Демченко Людмила Ярославівна
- Іванишев Микола Дмитрович
- Каманін Іван Михайлович
- Міяковський Володимир Варламович
- Новицький Іван Петрович
- Полонська-Василенко Наталія Дмитрівна
- Романовський Віктор Олександрович
- Страшко Віктор Васильович
- Стус Василь Семенович
- Шелудченко Віктор Іванович